# Godfried Vervisch

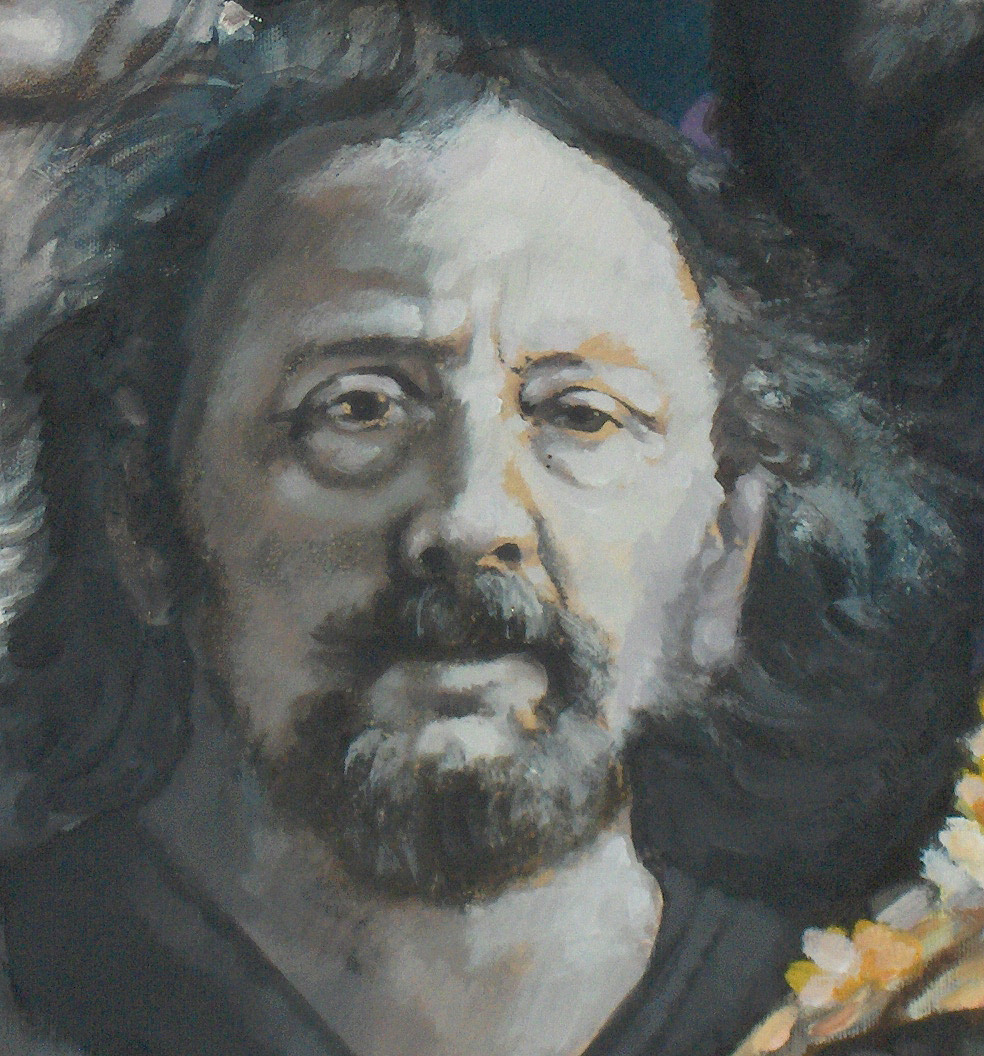
Godfried Vervisch in 1985

Godfried Vervisch (Ieper, 4 februari 1930 - 15 mei 2014) was een Belgisch kunstschilder.

## Levensloop
Vervisch deed zijn humaniorastudies in Ieper maar was een autodidact als kunstenaar. Aanvankelijk schilderde hij landschappen en stillevens, maar ontwikkelde een eigen stijl met expressionistische invloeden, vooral geënt op Soutine en Kokoschka. Hij ging meer figuren en naakten schilderen, verhalende taferelen gebaseerd op eigen ervaringen en zelfportretten.
Vervisch woonde nogal teruggetrokken in het West-Vlaamse Heuvelland, Dikkebussesteenweg 7 in Voormezele. Beroepshalve was hij bediende bij de WVEM (West-Vlaamse Electriciteitsmaatschappij) en lesgever aan de Academie in Ieper.
Vervisch was de partner van vrouwenrechtenactiviste Jennie Vanlerberghe.

## Onderscheidingen
- 1960, selectie Grote Prijs voor Schilderkunst van de Stad Oostende
- 1963, 2de Prijs Stad Knokke
- 1966, laureaat Prijs Stad Genk
- 1966, Poperinge, Prijs Hoppeland
- 1968, laureaat Provinciale Prijs voor Schilderkunst West-Vlaanderen
- 1969, Poperinge, Prijs Hoppeland

## Tentoonstellingen
- 1969, Schelderode, Galerij Kunstforum
- 1971, Brugge, 2de Triënnale
- 2010, Rumbeke, Kasteel (retrospectieve)
- 2015, Menen, CC De Steiger (Hommage aan Godfried Vervisch - Overzichtstentoonstelling)

## Musea
- Gent
- Ieper
- Oostende, Mu.ZEE
- Verzameling Vlaamse Gemeenschap

- Bibliothèque nationale de France: cb13513808b (data)
- Digitale Bibliotheek voor de Nederlandse Letteren: verv043
- Gemeinsame Normdatei: 174284152
- International Standard Name Identifier: 0000 0001 4010 3440
- RKD-Nederlands Instituut voor Kunstgeschiedenis: 95453
- Virtual International Authority File: 190982666
- WorldCat: E39PBJpv6TbXjxhcdqD6xq9kXd